# انحياز معرفي في الحيوانات
الانحياز المعرفي عند الحيوانات هو نمطٌ من الانحراف في التقدير، حيث قد تتأثر الاستنتاجات المتعلّقة بالحيوانات الأخرى وبالمواقف بمعلوماتٍ غير ذات أهمّيّة أو بحالات عاطفية. يقال أحيانًا أنّ الحيوانات تخلق «واقعًا اجتماعيًا شخصيّاً» من تصوّراتها للمدخلات. فعلى سبيل المثال قد يؤثّر التحيّز المتفائل أو المتشائم عند البشر في إجابة الفرد على سؤال «هل نصف كوب فارغ أم نصف ممتلئ؟».
لدراسة التحيّز المعرفيّ، نقوم بتدريب حيوان ما على توقّع حدوث حدثٍ إيجابيّ بعد تحفيزه من خلال إشارة ما، وتوقّع حدثٍ سلبيّ بعد تحفيزه بإشارةٍ أخرى. على سبيل المثال، وكما في العديد من التجارب، إذا ضغط الحيوان على ذراع A بعد سماعه لنغمة بتردّد 20 هرتز، فإنّه يحصل على طعامٍ محبّذ للغاية، لكن وبالمقابل فإنّه سيحصل على طعام بلا أيّ نكهة عند الضغط على ذراع B بعد سماع نغمة لها تردّد 10 هرتز. بعد ذلك يتمّ تقديم كلا الذراعين للحيوان واستخدام نغمة لها تردّد متوسّط كمُحفّز، 15 هرتز على سبيل المثال. تقول الفرضيّة أنّ «الحالة المزاجية» للحيوان سوف تحيّز اختيار الأذرع بعد اختبار التنبيه؛ إذا كانت حالته المزاجيّة إيجابيّة، فإنه يميل إلى اختيار الذراع A، أمّ إذا كانت سلبيّة فإنّه يميل إلى اختيار الذراع B.
يتمّ اختبار الفرضيّة السابقة من خلال التلاعب بالعوامل التي قد تؤثر على الحالة المزاجيّة -على سبيل المثال، نوع المسكن الذي يعيش الحيوان.
تمّ إظهار التحيزات المعرفية في مجموعة واسعة من الأجناس بما في ذلك الفئران والكلاب وقرود المكاك والأغنام والصيصان والزرزور ونحل العسل.

## في الجرذان
أجريت على الجرذان أوّل دراسة للتحيّز المعرفيّ عند الحيوانات في ما تم وصفه بأنّه «دراسة تاريخية»، وقد أظهرت هذه الدراسة أنّ الجرذان المخبريّة الموجودة في بيئات غير متوقّعة كان لها موقف أكثر تشاؤماً من الفئران التي تسكن في بيئات يمكن التنبّؤ بها.
```
بحثت إحدى الدراسات التي أجريت على الجرذان فيما إذا كانت التغييرات في شدة الضوء (تلاعب قصير الأمد بالحالة العاطفيّة) لها تأثير على 
الانحياز
 المعرفي. تمّ اختيار شدّة الضوء كعلاج لأنه يتعلّق بتحريض القلق على وجه الخصوص. تمّ تدريب الجرذان على التمييز بين موقعين مختلفين، بمستويي إضاءة إمّا عالية ('H') أو منخفضة.('L') تمّ وضع الطعام السائغ في أحد الموقعين، ووضع الطعام غير المستساغ في الموقع الآخر. وبالنتيجة، ركضت الفئران التي انتقلت من مستويات الإضاءة العالية إلى المنخفضة (من المفترض أنّ التلاعب العاطفي السلبي فيها أقلّ) إلى جميع المواقع الثلاثة الغامضة بشكل أسرع من الفئران التي انتقلت من مستويات الإضاءة المنخفضة إلى العالية (المفترض أنّ التلاعب العاطفي السلبيّ فيها أكبر).
[
7
]
```

```
حقّقت دراسة أخرى فيما إذا كان الإحباط الاجتماعيّ المزمن يجعل الجرذان أكثر تشاؤماً. تعرّضت الفئران في هذه الدراسة إلى إحباط اجتماعي يومي في نموذج للمقيم والمتطفّل لمدة ثلاثة أسابيع وذلك بهدف الحثّ على الضغوط النفسية والاجتماعية المزمنة. يجعل هذا الإجهاد النفسي والاجتماعي المزمن الفئران أكثر تشاؤماً.
[
8
]
 وُجد باستخدام نهج الانحياز المعرفي، أنّ الفئران التي تعرّضت إما للتجارب أو للعب عن طريق تحفيز يدوي (الدغدغة) يقوم به القائم على التجربة قد أظهرت استجابات مختلفة للتحفيز المتوسّط الشدّة: فكانت الفئران التي تعرّضت للدّغدغة أكثر تفاؤلاً.
[
4
]
 ذكر المؤلّفون أنّهم أثبتوا «...لأوّل مرّة وجود صلة بين الحالة العاطفية الإيجابية المقاسة بشكل مباشر واتّخاذ القرارات في ظلّ عدم اليقين في النموذج الحيواني».
```

## في الكلاب الاليفة
يوجد في المملكة المتحدة ما يقارب خمسة ملايين كلب أليف، أي ما يعادل 50% من السكّان تقريباً، قد تتصرّف هذه الكلاب بسلوكيّات غير مرغوب بها متعلّقة بالعزلة عند مغادرتها للمنزل بمفردها. تمّ تدريب الكلاب على الانتقال من نقطة البداية إلى وعاء الطعام. عندما يتمّ وضع الوعاء في أحد جوانب الغرفة (في موقع إيجابي رمزه P) يكون يحوي على كمّيّة صغيرة من الطعام، أمّا عند وضعه في الجانب المقابل من الغرفة (موقع سلبي رمزه N) فيكون عندها فارغاً. في تجارب الاختبار، تم وضع الوعاء (الفارغ) في واحد من ثلاثة مواقع غامضة بين الموقعين P و N، الأوّل هو الأقرب للموقع الإيجابي وتمّ ترميزه بـ (NP) والأوسط (M)والأقرب إلى الموقع السلبيّ (NN)، وتمّ إجراء ثلاث تجارب اختبار في كلّ موقع من المواقع السابقة، وقام الباحثون بقياس مدى سرعة انتقال الكلاب إلى الأماكن الغامضة، فالانتقال بسرعة يشير إلى توقّع الطعام (حكم «متفائل») والانتقال الأبطأ يعني توقّع الوعاء الفارغ (حكم «متشائم»). توضّح اختبارات التحيّز المعرفي هذه أنّ الكلاب التي تظهر مستويات عالية من السلوك المرتبط بالانعزال في اختبار الفصل تملك مزاجاً أكثر سلبية.